# St.-Wenzels-Denkmal (Wenzelsplatz)

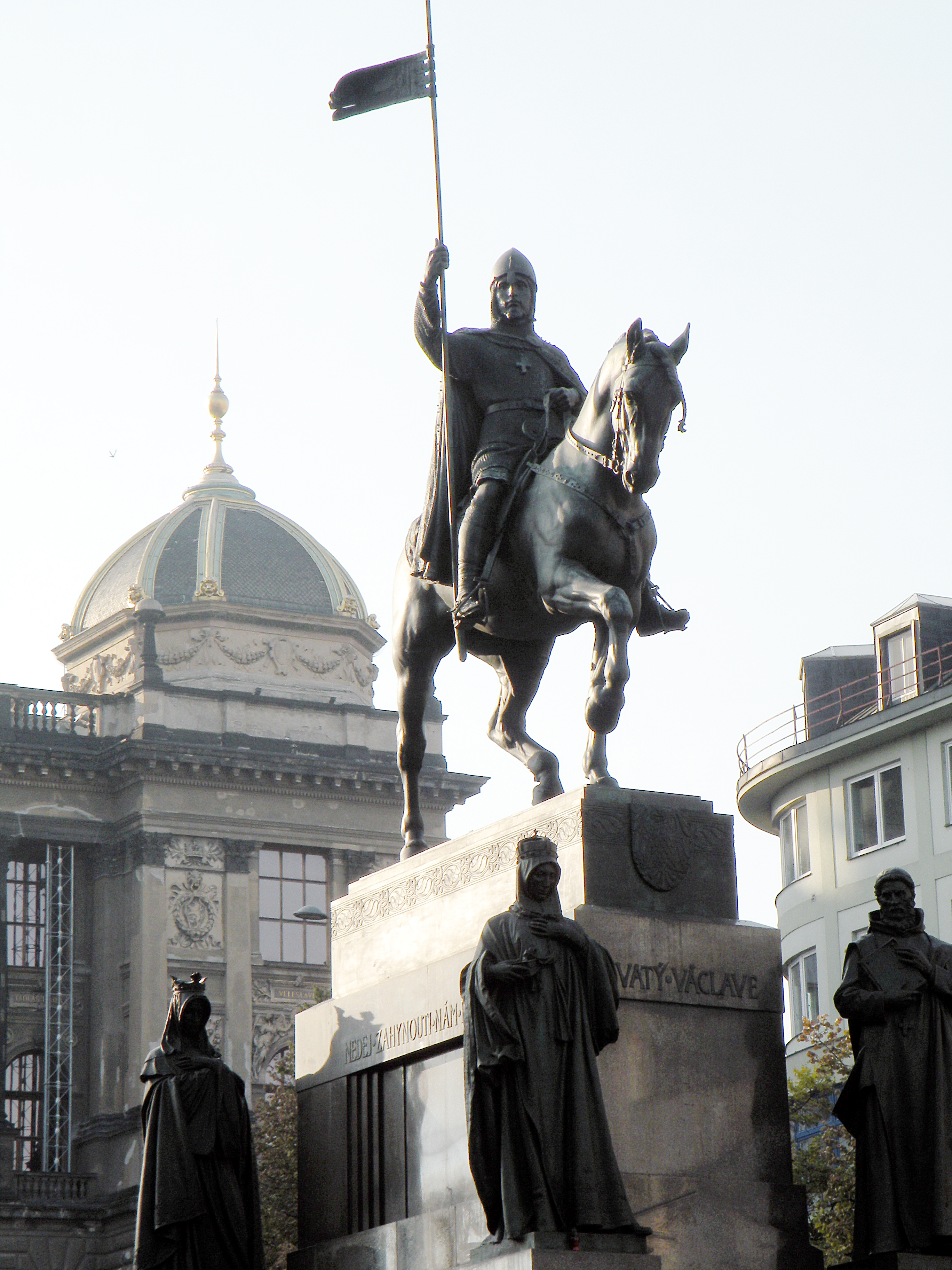
St.-Wenzels-Denkmal auf dem Wenzelsplatz in Prag

Das St.-Wenzels-Denkmal (tschechisch: Pomník svatého Václava) am Wenzelsplatz in Prag ist eine der berühmtesten Skulpturen in Tschechien und ein Wahrzeichen der Stadt Prag. Sein Schöpfer ist der bedeutendste tschechische Bildhauer der Wende vom 19. zum 20. Jahrhundert und Begründer der modernen tschechischen Bildhauerei, Josef Václav Myslbek, der an dem monumentalen Werk mehr als drei Jahrzehnte lang arbeitete.
Das bronzene Reiterstandbild stellt den Landespatron und ersten christlichen Märtyrer Böhmens, den heiligen Wenzel, dar, der von vier weiteren böhmischen Heiligen umgeben ist. Das Werk wurde zu einem Symbol des unabhängigen tschechischen Staates.

## Geschichte

### Das erste Denkmal

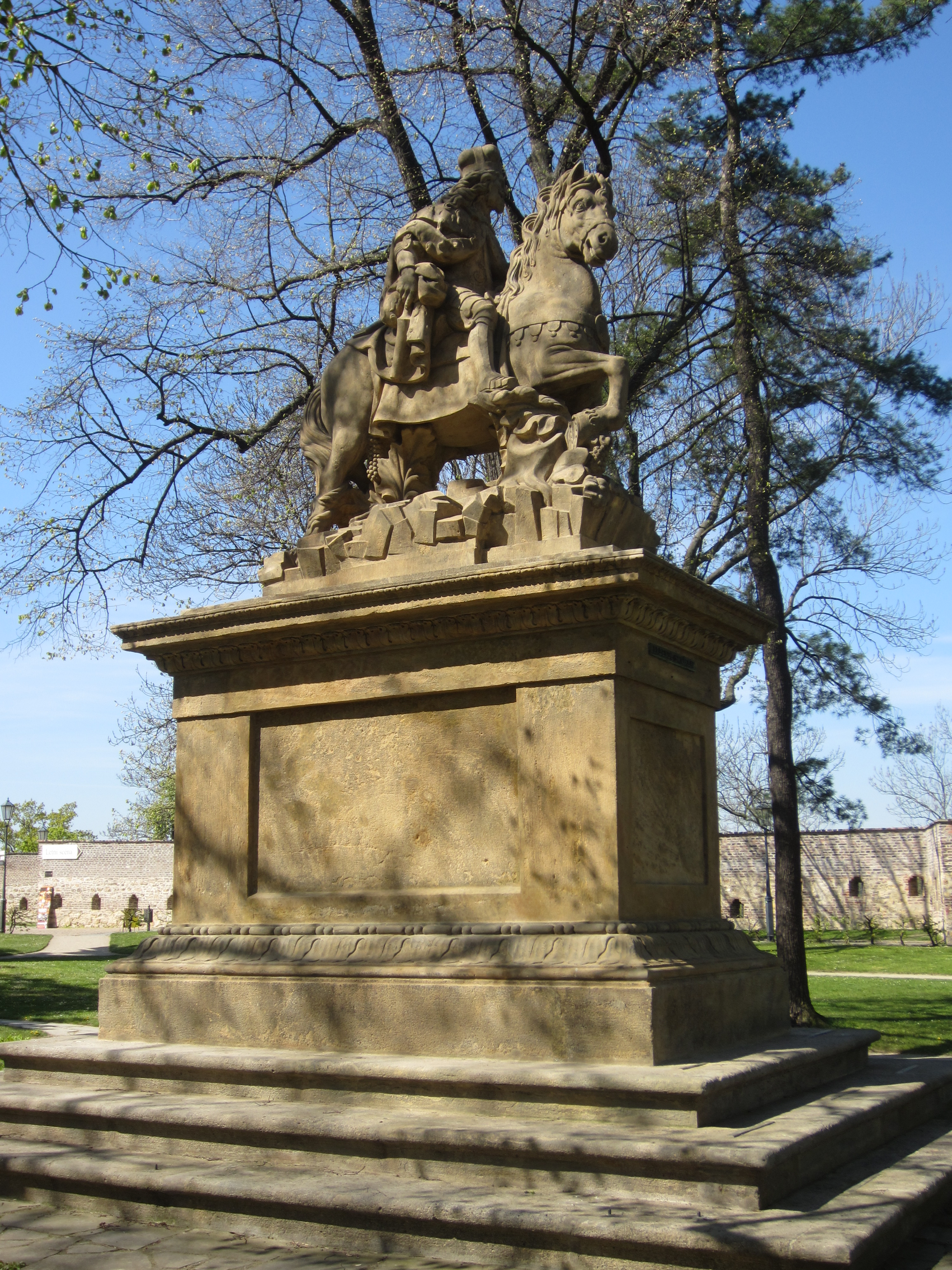
Kopie des ersten Denkmals auf dem Vyšehrad

Die Statue, die heute auf dem Wenzelsplatz steht, ist die zweite Reiterstatue des Heiligen an diesem Ort. Die erste, errichtet 1680, war ein Werk des Bildhauers Jan Jiří Bendl und thronte über dem Rossmarkt (tschechisch: Koňský trh), wie der Platz bis 1848 hieß. Hier wurden auch Messen gefeiert, z. B. während der Pestepidemien, als die Kirchen geschlossen waren. Eine berühmte Messe wurde dort 1848 gelesen, als in Prag der Slawenkongress stattfand. Das barocke erste Denkmal wurde 1879 auf den Vyšehrad verlegt, heute steht es im Lapidarium des Nationalmuseums. Auf dem Vyšehrad wurde eine Kopie aufgestellt, 1959 von dem tschechischen Bildhauer Jiří Novák geschaffen.

### Das zweite Denkmal
1894 wurde ein Wettbewerb für ein neues, moderneres Denkmal des Landespatrons ausgeschrieben, das die Statue ersetzen sollte. Das Auswahlverfahren stand nur Künstlern offen, die in Böhmen geboren waren oder dort lebten. Acht Bildhauer beteiligten sich. Die Hauptpreise gingen an zwei tschechische Bildhauer, Josef Václav Myslbek und Bohuslav Schnirch. Nach vielen Diskussionen, die nicht nur in Fachkreisen, sondern auch in der breiten Öffentlichkeit und in der Politik geführt wurden, erhielt schließlich Myslbek den Auftrag.
Das ursprüngliche Modell änderte Myslbek mehrmals. Im Laufe der Zeit wurde es um die Statuen der vier böhmischen Heiligen Ludmilla, Agnes, Prokop und Adalbert ergänzt. Ursprünglich sollte anstelle der heiligen Agnes der Eremit Iwan stehen. Als Modell für das Pferd diente Myslbek der siebenjährige Militärhengst mit Namen Ardo – ein ostfriesischer Warmblüter. Myslbek arbeitete zusammen mit dem Architekten Alois Dryák, der die architektonische Gestaltung der Statuengruppe übernahm, und mit dem Bildhauer Celda Klouček, der die ornamentalen Verzierungen am Sockel schuf.
Das Denkmal wurde in den Jahren 1912 bis 1913 aufgestellt und 1913 offiziell enthüllt. Zu dieser Zeit fehlte noch die letzte Statue (heiliger Adalbert), sie wurde erst 1924 hinzugefügt. In den Jahren 2004 und 2005 wurde das Denkmal umfassend restauriert.

## Beschreibung

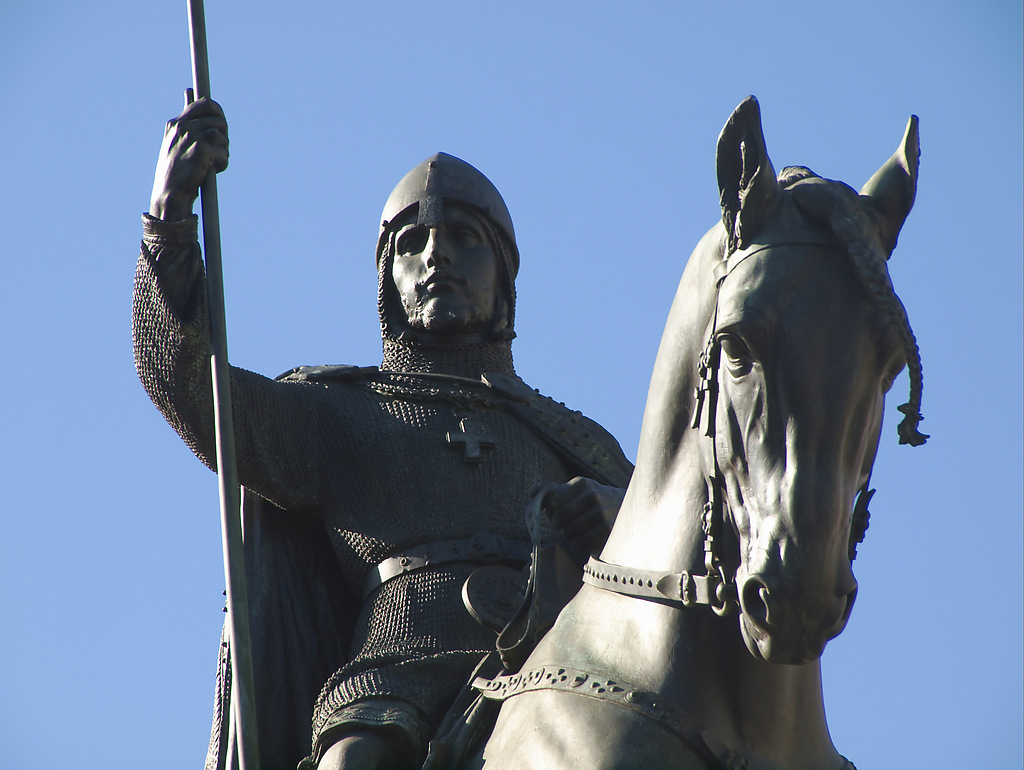
Detail des Reiterstandbildes

Das bronzene Denkmal steht am oberen Ende des Wenzelsplatzes, vor dem Gebäude des Nationalmuseums. Der majestätisch auf dem Pferd reitende Fürst ist in Rittermontur mit Helm und Kettenhemd dargestellt, in seiner rechten Hand trägt er eine Lanze und mit der linken hält er die Zügel. Der Reiter ist umgeben von vier Heiligen. Steht man vor dem Denkmal, so ist vorne links die Statue der heiligen Ludmilla zu sehen, hinter ihr steht die heilige Agnes, vorne rechts der heilige Prokop und hinter ihm der heilige Adalbert.
Auf dem Sockel aus poliertem Granit sind Worte aus dem mittelalterlichen St.-Wenzels-Choral eingraviert: Svatý Václave, vévodo české země, kníže náš, nedej zahynouti nám ni budoucím („Heiliger Wenzel, Herzog des böhmischen Landes, unser Fürst, lass uns und die Zukünftigen nicht zugrunde gehen“). Die gesamte Skulptur misst bis zur Lanzenspitze 7,2 Meter. Das Reiterstandbild alleine wiegt etwa 5,5 Tonnen.

## Gesellschaftliche und historische Bedeutung

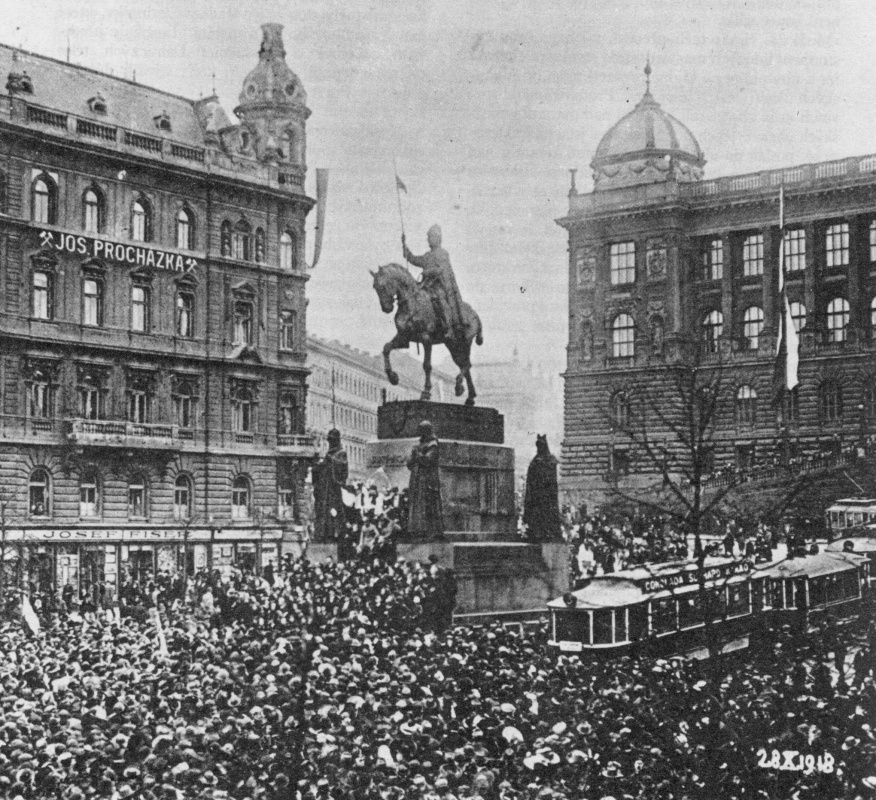
Manifestation am Wenzelsdenkmal anlässlich der Proklamation der Tschechoslowakischen Republik am 28. Oktober 1918

Das Wenzelsdenkmal ist nicht nur ein Wahrzeichen der Stadt Prag, sondern auch ein beliebter Treffpunkt Prager Bürger. Man verabredet sich privat – zu einem Treffen „unter dem Pferd“, „beim Pferd“ oder „unter dem Schweif“ – oder nutzt den Platz vor dem Monument für öffentliche Kundgebungen aller Art und für politische Demonstrationen.
Am 28. Oktober 1918 wurde vor dem Denkmal die Gründung des selbstständigen tschechoslowakischen Staates öffentlich verkündet, die Erklärung verlas damals der Schriftsteller Alois Jirásek. Zum Gedenken daran wurde 1935 in die Bodenplatte vor der Statuengruppe das Datum 28.X.1918 eingraviert. Auch das Ende des Zweiten Weltkriegs wurde hier feierlich verkündet.
An diesem Denkmal versammelten sich Menschen wiederholt zu Massendemonstrationen – z. B. während der Okkupation durch die Nationalsozialisten, oder im Jahr 1968, als russische Panzer nach Prag eindrangen, um dem Prager Frühling ein gewaltsames Ende zu bereiten. Auch in den Jahren der sogenannten Normalisierung nach 1968 war das Denkmal ein Zentrum des öffentlichen Protestes gegen das kommunistische Regime.
Am 16. Januar 1969 verbrannte sich am Wenzelsplatz in der Nähe des Denkmals der Student Jan Palach, um gegen die sowjetische Besatzung zu protestieren. An der Stelle befindet sich heute ein Denkmal, das an diese Tat erinnert.
Im November 1989 versammelten sich am Fuß des Denkmals Tausende Menschen zu Demonstrationen für Freiheit und Demokratie.
Die Reiterstatue des heiligen Wenzel ist auf der tschechischen 20-Kronen-Münze dargestellt.
Das Monument ist seit 1964 ein Kulturdenkmal der Tschechischen Republik, registriert unter der Nummer 39814/1-1042, und ab 1995 ein Nationales Kulturdenkmal, registriert unter der Nummer 176.